# Wangerland
Wangerland là một đô thị thuộc the huyện Friesland, bang Niedersachsen, Đức. Đô thị này có diện tích km². Đô thị này nằm bên Biển Bắc, cự ly khoảng 20 km về phía tây bắc của Wilhelmshaven, và 10 km về phía bắc của Jever. Cơ quan hành chính đóng ở làng Hohenkirchen.